# 팝콘 (드라마)
《팝콘》은 2000년 5월 24일부터 2000년 7월 13일까지 방송되었던 SBS 수목 드라마였다.

## 기획 의도
밝고 경쾌한 젊은이들의 사랑 이야기를 담고 있는 내용을 가진 드라마

## 등장 인물
- 송승헌: 이영훈 역
- 김규리: 윤현수 역
- 정준: 윤창수 역
- 박광정: 나 실장 역
- 양미라: 홍지희 역
- 김윤경: 오수정 역
- 권해효: 오동석 역
- 이주경: 배계순 역
- 최용민: 조진만 역
- 명계남
- 곽태근
- 한다감: 한은정 역
- 윤기원
- 이승형
- 장은비
- 이상은
- 백승욱
- 김형범
- 황금희
- 박종설
- 성창훈
- 김영철
- 고미영
- 원숙희
- 이다연
- 권오영
- 김성훈
- 최혜영
- 도기석
- 이동훈
- 김민정
- 박윤현
- 방경림
- 김미희
- 서린
- 황정미
- 조권탁
- 조선주
- 이희정

## 참고 사항
- 김규리가 분한 윤현수 역은 당초 김희선이 낙점됐으나 영화 《비천무》 개봉과 겹친다는 이유로 고사한 바 있었다[2].
- 이렇게 되자 제작진은 김희선 중심에서 송승헌 중심으로 바꾸겠다는 약속과 더불어 무게 중심을 남자 주인공으로 옮기겠다고 했다[3].
- 그러나, 김규리를 캐스팅하면서 약속은 지켜지지 않았고 드라마는 중심을 잡지 못해 우왕좌왕 흘러갔는데 애초에 설정했던 고아 송승헌의 가족사나 옛 여인의 이야기는 슬그머니 사라져 씁쓸한 분위기가 났다[4].

## OST
- 내 안의 너 (임하영)
- 슈비두밥 (할리퀸)